# لانتانا مقوسة نحيفة
لانتانا مقوسة نحيفة (الاسم العلمي: Lantana strigocamara) هي نوع نباتي يتبع جنس اللانتانا من فصيلة اللويزية.